# 拉斯塔布拉斯
拉斯塔布拉斯（西班牙語：Las Tablas），巴拿马中部城市，位于阿苏埃罗半岛，为洛斯桑托斯省首府。

## 知名人物
- 贝利萨里奥·波拉斯，1856年生于拉斯塔布拉斯，1912–1916年、1918–1920年、1920–1924年间三次担任巴拿马总统。